# 华金·霍维利亚尔
华金·霍维利亚尔·索莱尔（西班牙語：Joaquín Jovellar Soler，1819年12月28日—1892年4月16日），西班牙保守党政治人物。曾任古巴总督、菲律宾总督、内阁大臣、首相等职务。

## 早年生涯
1818年12月28日出生于巴利阿里群岛马略卡岛帕尔马。大学期间曾学习法律，后转到军校学习。军校毕业后参加第一次卡洛斯战争，被授予少尉军衔。1838年12月晋升中尉，在西班牙北部服役。1842年月晋升上尉军衔，并被派往古巴服役。1849年返回西班牙，被派往毕尔巴鄂服役。1859年被派往摩洛哥，参与镇压里夫人叛乱的军事活动。1860年3月在军事行动中受伤，随后晋升上校军衔。

## 参与政治
1863年晋升准将并担任陆军副大臣。1866年6月参与镇压圣吉尔军营起义，在战斗中受伤，但之后被降职。这严重打击了他的政治热情，在1868年光荣革命中参与了推翻伊莎贝拉二世的政变。1871年被选为维斯卡省参议员。
1872年晋升中将军衔。1873年担任古巴总督。1874年返回西班牙后担任陆军总司令，支持波旁王朝的复辟。1874年12月至1875年9月，在卡诺瓦斯内阁中担任战争大臣，晋升上将军衔。1875年9月担任首相兼任战争大臣，三个月后辞职。1876年1月至10月再次担任古巴总督。
1878年被选为参议员终身议员。1883年至1885年担任菲律宾总督。1885年11月至1886年初，在萨加斯塔的自由党内阁中再次担任战争大臣。

## 去世
1892年4月16日于马德里逝世，享年72岁，葬于马德里圣伊西德罗公墓。